# Winsum (Friesland)
Winsum ist ein Dorf in der Gemeinde Waadhoeke, in den Niederlanden, in der Provinz Friesland.
Es liegt südöstlich von Franeker, zwischen Baijum und Oosterlittens. Die Ortsmitte liegt eingeklemmt zwischen dem N384 Franeker – Wieuwerd und dem Kanal Franekervaart. In Winsum gibt es ein Gewerbegebiet mit umfangreichem Geschäftsleben und vielen Arbeitsplätzen.
2024 hatte das Dorf 1065 Einwohner. Zum Dorf gehören die Wohngebiete Schildum und Weakens. Am südöstlichen Dorfrand liegt der Meamerter Polder, in dem die früheren Wohngebiete Langwerd und Memerd lagen.

## Bilder

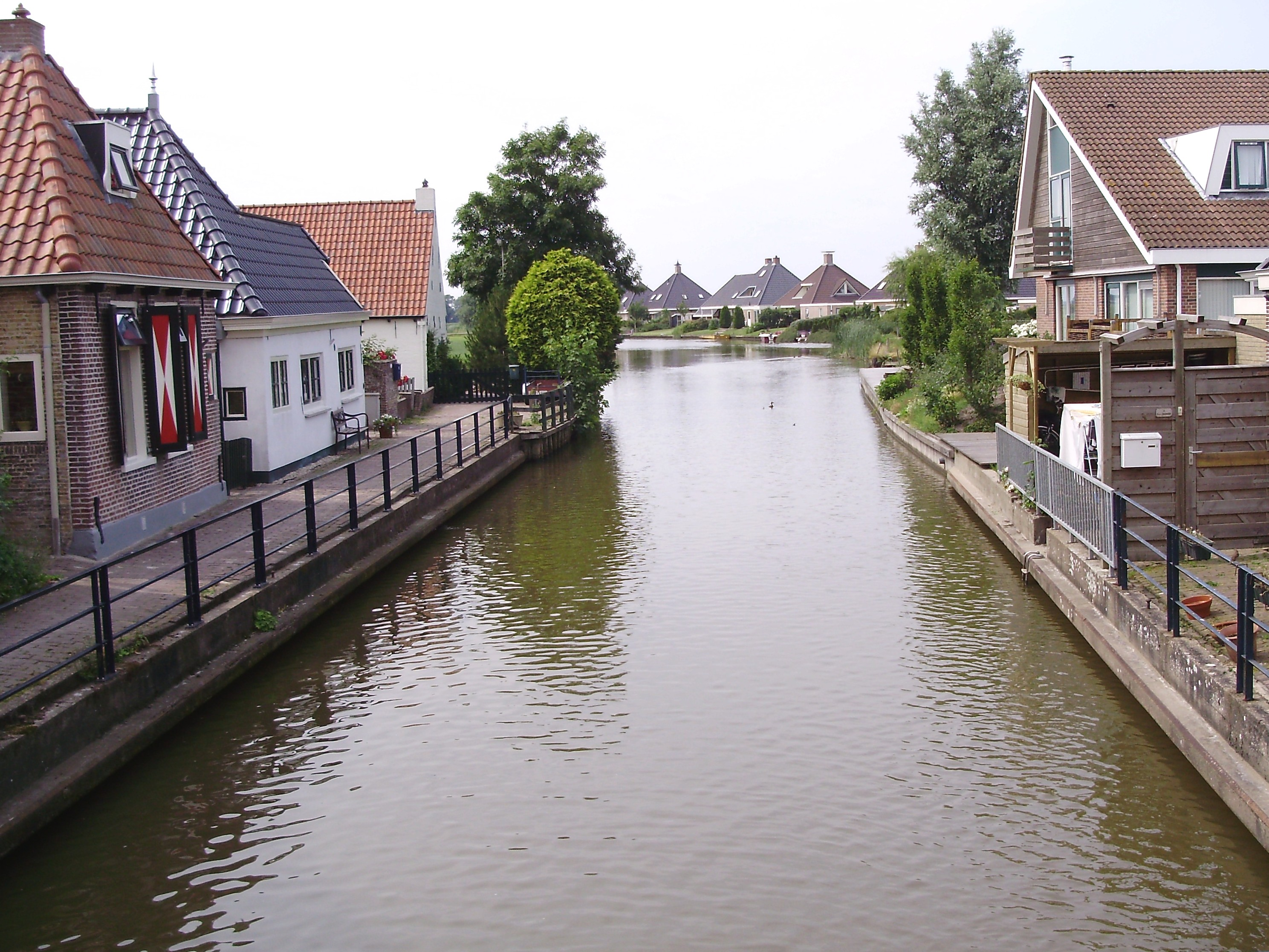
Das Wohngebiet Bruggeburen am Kanal Franekervaart
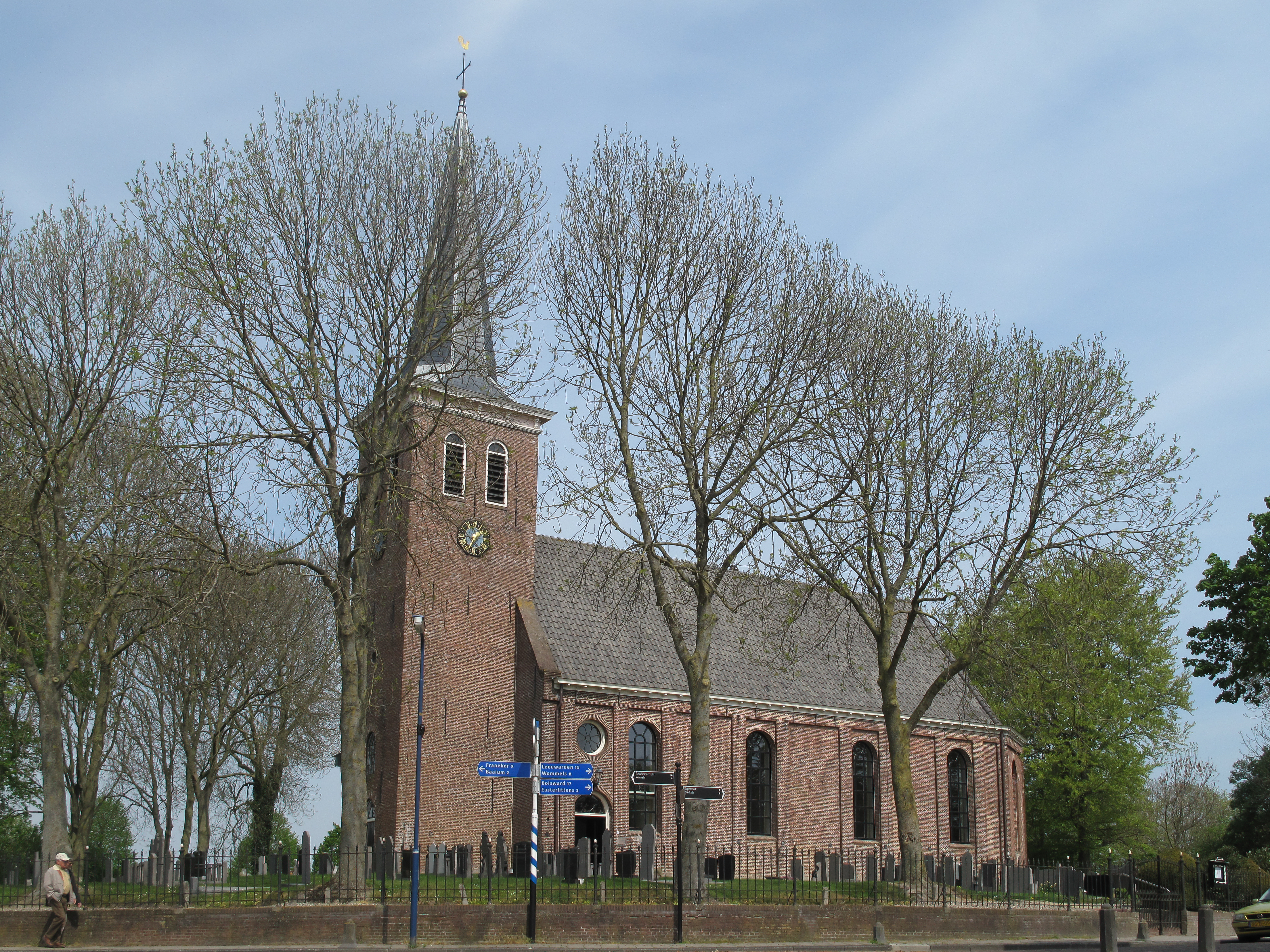
Die Mariakerk